# Головчак кома
Головчак кома (Hesperia comma) — вид денних метеликів родини головчаків (Hesperiidae).

## Поширення
Вид поширений в Європі, Північній Африці, значній частині Азії, на північному заході Північної Америки.
В Україні мозаїчно поширений у лісовій та лісостеповій зонах. У більшій частині степу — рідкісний та дуже локальний. Також локальний у Гірському Криму.

## Опис
Розмах крил 22-34 мм. Верхня сторона крил яскрава, коричнева, з помаранчевими плямами. На передньому крилі самця добре помітне чорне андроконіальне поле. Низ крил зеленуватий з великими сріблястими плямами.

## Спосіб життя
Населяє гірські луки і степи, рідколісся, береги гірських річок від 600 до 3000 м. Метеликів можна спостерігати з кінця червня до кінця вересня. Самиці відкладають яйця поштучно на листя злаків, недалеко від поверхні ґрунту. Зимує яйце. Гусениці з'являються тільки після зимівлі. На першому віці живуть в згорнутих трубкою листі злаків. На другому і наступних віках будують будиночки в основі куртин злаків, прогризаючи собі простір між стеблами. Розташовуються у вертикальному положенні головою вгору. Живляться як днем, так і вночі. Кормовими рослинами є пирій повзучий, костриця, медова трава, лядвенець, тонконіг. Гусениці виростають до 30 мм. Заляльковуються в твердому коконі між стеблами трав. Метелики з'являються приблизно через 10 днів.